# Red Bull X2010
Red Bull X2010是由遊戲公司Polyphony Digital與紅牛車隊共同設計出的概念車，於遊戲跑車浪漫旅5中發表。

## 設計理念
現今無論何種汽車競賽一定設有競賽規範，所有賽車的規格都被設定於競賽規範之下。如果完全無須顧慮各式各樣的競賽規範，只求製造出一台地表上最快速的賽車，X2010便是依此原則設計的賽車。

## 概要
起初，採用翼車(wing car)架構，設置了駕駛艙罩的單座原型賽車，前輪圈緊密地包覆在整流罩當中。車上裝載1500ps馬力V6直噴雙渦輪引擎，時速超過400km、最大橫向加速度6G的效能。而紅牛車隊技術總監亞德利安·紐威，主動提議將「風扇車」的技術運用在Red Bull X2010上。
風扇車是指用風扇強制導出車子下方的氣流，降低車底氣壓以產生強大的下壓力，使車身緊緊吸附在路面上。這種車的特徵在於不論速度快慢，車身都能獲得龐大的下壓力，大幅提昇車子在低速彎道上的過彎速度；亞德利安·紐威同時也針對前後擾流翼、後擾流器的形狀給了許多建議，使得Red Bull X2010極速超過450km/h、最大橫向加速度達8.75G的性能，幾乎已達人體所能承受的極限。
此車剛發表時命名為X1，後來於遊戲更新時更名為現在的名稱。
遊戲更新至Spec 2.0時，亦發表付費下載內容，當中包括X2010改良版X2011，風扇經過改良轉數下降，使引擎最大馬力提升至1600ps，尾翼由後輪之間擴大到車身兩端，加上削減了正面投影面積與風阻系數的改善，也就等於減少了車輛本身負荷，使得X2011超越了X2010的最高車速，達到500km/h。

## 主要規格
- 尺寸

總長：4.75m 總寬：2.18m 總高：0.98m
軸距：2.9m 前懸：1.85m 後懸：1.78m
- 車重

乾燥重量：545kg 行駛重量：615kg
- 引擎

形式：V型6汽缸直噴雙渦輪引擎
排氣量：3000c.c.
馬力峰值：1106.0kw (1503.8ps) / 15000rpm ※1483hp
扭力峰值：714.1Nm (72.9kgf*m) / 12000rpm
- 懸吊系統	全主動式磁浮懸吊
- 風扇產生的車底下壓力

最大輸出時：9800N (1000kgf)，相當於1.63G
- 擾流翼、文氏管效應產生的下壓力

100km/h時：1044.7N (106.6kgf)，相當於0.17G
200km/h時：4181.7N (426.7kgf)，相當於0.69G
300km/h時：9412.9N (960.5kgf)，相當於1.56G
400km/h時：16732.5N (1707.4kgf)，相當於2.78G
- 性能數據

0-60mph：1.4sec
0-120mph：2.8sec
0-200mph：6.1sec
極速：280mph以上(450km/h以上)
300km/h時前後‧左右方向的最大加速度：8.25G

## 試車員
遊戲公司請來了紅牛車隊之F1車手賽巴斯蒂安·維泰爾透過遊戲來試駕，於第一次在日本鈴鹿賽道試跑時，便將該賽道的F1賽車單圈最佳紀錄一口氣縮短了20秒之多。

## 實物
Red Bull X2010在現實中首先以按照相同比例的模型出現，然後於西班牙马德里舉行的跑車浪漫旅5全球发布会上正式亮相，不過暫時未有任何開發真車的計劃，因為如果按照相同的規格研製真車，費用將達到天文數字。

## 版本
此車分為賽巴斯蒂安·維泰爾版、多種顏色版以及Prototype碳纖維版，賽巴斯蒂安·維泰爾版可以調整變速箱終傳齒輪比，其餘的可調整變速箱每個檔位的齒輪比。

### 遊戲中取得方法
1. A-spec或者B-spec達到Lv30時，就可以進行Vettel X Challenge ，取得金牌就可以取得所有版。
2. B-spec達到Lv35時，就會有賽巴斯蒂安·維泰爾版。
3. A-spec或者B-spec達到Lv40時，玩家可以購買多種顏色版。

另外，賽巴斯蒂安·維泰爾奪得2011年世界一級方程式錦標賽總冠軍，所有玩家可在他奪標後一星期內透過網絡取得賽巴斯蒂安·維泰爾版的X2010。

## 相關連結
- Polyphony Digital
- 紅牛車隊
- 跑車浪漫旅5
- 山內一典
- 亞德利安·紐威
- 賽巴斯蒂安·維泰爾

## 外部連結
- Gran Turismo 5:Red Bull X2010 Prototype官方說明網頁（繁體中文）
- 發表消息（繁體中文）
- Gran Turismo 5官方網站（页面存档备份，存于）